# Catch the Rainbow
"Catch the Rainbow" is een nummer van de Britse hardrockband Rainbow uit 1975.

## Achtergrond
Het nummer is afkomstig van het debuutalbum Ritchie Blackmore's Rainbow van de groep. Ritchie Blackmore had eerder dat jaar Deep Purple verlaten en was bezig met opnames voor een solosingle met hulp van Ronnie James Dio, Gary Driscoll (beiden van Elf) en Hugh McDowell (E.L.O.). Deze opnamesessies bevielen zo goed, dat Blackmore besloot een compleet album op te nemen, waarbij ook Elf-leden Craig Gruber en Micky Lee Soule betrokken werden.
Als laatste nummer op de A-kant van dit album staat "Catch the Rainbow". Shoshana verleent de achtergrondzang op het nummer.
Hoewel "Catch the Rainbow" nooit op single is uitgebracht, is het wel een van de signature songs van de groep. Zo is het verzamelalbum Catch the Rainbow: The Anthology uit 2003 naar dit nummer vernoemd.

## NPO Radio 2 Top 2000
Catch the Rainbow stond in 2024 voor het eerst in de NPO Radio 2 Top 2000, op plek 1950.